# 三貂堡
三貂堡，是台灣北部自清治時期至日治初期的一個行政區劃，其範圍包括今新北市的貢寮區全部，以及雙溪區北部。
三貂堡東邊瀕臨東海、太平洋，北邊為基隆堡，西邊為石碇堡，南邊為文山堡、頭圍堡。

## 管轄街庄
三貂堡共轄23個庄：
- 今貢寮區境內：槓仔藔庄、大石壁坑庄、長潭庄、枋腳庄、下雙溪庄、遠望坑庄、田藔洋庄、澚底庄、丹裡庄、撈洞庄、雞母嶺庄、社裡庄
- 今雙溪區境內：頂雙溪庄、魚行庄、武丹坑庄、石壁坑庄、三叉港庄、石笋庄、燦光藔庄、平林庄、柑腳庄、三叉坑庄、丁仔蘭坑庄